# Palazzo Bordonaro
Palazzo Guggino Chiaramonte Bordonaro è un palazzo cinquecentesco di Palermo ubicato in piazza Pretoria nel quartiere Kalsa.

## Storia
Il palazzo venne edificato intorno al XVI secolo ma subì vari stravolgimenti prima con la ridefinizione del Cassaro e successivamente con l'apertura della nuova strada: la via Maqueda. Il fronte principale del palazzo si affaccia sulla piazza Pretoria, con la ridefinizione del Cassaro venne ricostituita la facciata ivi prospiciente, mentre con l'apertura della via Maqueda venne creato sull'angolo del palazzo uno dei quattro canti. 
La facciata attuale fino al piano nobile è opera dell'architetto Giovanni Del Frago per i marchesi Guggino. Nella seconda metà del XIX secolo l'edificio passò ai Chiaramonte Bordonaro.
Verso la fine degli anni '90 fu iniziato il restauro ad opera dell'architetto Vincenzo Palazzotto, poi interrotto ed ancora non portato a termine.